# Iphiaulax dimidiator
Iphiaulax dimidiator är en stekelart som först beskrevs av Fabricius 1804.  Iphiaulax dimidiator ingår i släktet Iphiaulax och familjen bracksteklar. Inga underarter finns listade i Catalogue of Life.